# CMR конвенция
CMR конвенция за договора за международен автомобилен превоз на товари по шосе (от френски: Convention relative au contrat de transport international de marchandises par route) е конвенция, която е подписана в Женева на 19 май 1956 г.
Тя се отнася до различни правни въпроси, свързани с превоз на товари по шосе. Тя е ратифицирана от повечето европейски държави. Към септември 2019 г. е ратифицирана от 45 държави. От 27 май 2008 г., съгласно допълнителен протокол към CMR конвенцията, също е възможно да се използва актуализирана електронна товарителница – ЕCMR.
От февруари 2017 г. са налични няколко решения:
- Търговска асоциация за датския автомобилен транспорт на стоки разработва решението ЕCMR товарителница. ECMR се предлага и на пазара във Франция, Испания и Холандия – първото трансгранично използване на ЕCMR се провежда на 19 януари 2017 г. между Испания и Франция, подкрепено от ASTIC (Asociación de Transporte Internacional por Carretera) и FNTR (Fédération Nationale des Transports Routiers).
- на 24 февруари 2017 г. ООН потвърждава подкрепата си за ЕCMR.
- въз основа на CMR, Международният съюз за автомобилен транспорт (IRU) разработва стандартна товарителница CMR. Пътният лист CMR е изготвен на три езика. На гърба текстът отново е на три езика. Това помага на товарителницата да бъде приета и призната в цяла Европа. Проверен от митниците и полицията, транспортният документ трябва да присъства при транспортирането на пратката. Ако се изпращат опасни вещества, се изисква допълнителна информация, както е описано в ADR.